# لا رومانا، جمهوری دومینیکن
لا رومانا (به لاتین: La Romana) یک شهر در جمهوری دومینیکن است که در سانتو دومینگو واقع شده‌است.

## خصوصیات
لا رومانا ۱۸۵٫۵۲ کیلومترمربع مساحت و ۱۳۰٬۴۲۶ نفر جمعیت دارد و ۱۰ متر بالاتر از سطح دریا واقع شده‌است.